# Irish Literary Theatre
O Irish Literary Theatre (Teatro Literário Irlandês) foi um precursor do Abbey Theatre. Fundado por W. B. Yeats, Lady Gregory, George Moore e Edward Martyn em 1899, este teatro apresentou grande quantidade de peças de seus fundadores e outros escritores, incluindo Padraic Colum.